# Lingua pele-ata
La lingua pele-ata, anche conosciuta come ata o wasi, è una lingua parlata, da circa 2000 persone, nel nordest della Nuova Britannia, isola dell'Arcipelago di Bismarck in Papua-Nuova Guinea.
Vi sono due dialetti denominati pele e ata.

## Classificazione
Per la maggior parte degli studiosi, il pele-ata è da considerare una lingua isolata all'interno delle lingue papuasiche, sono state però proposte altre classificazioni.
Il linguista Stephen Wurm aveva ipotizzato nel 1975 l'esistenza della famiglia linguistica delle lingue papuasiche orientali, formata da una quarantina di lingue, tra cui ci sarebbe stato anche l'Ata. Questa ipotesi però, sembra essere stata abbandonata.

Stephen Ross altro importante studioso delle lingue dell'Oceania, ha proposto nel 2005, basandosi soprattutto sulla similitudine del sistema pronominale, l'ipotesi dell'esistenza di una famiglia linguistica, da lui denominata delle lingue yele-nuova britannia occidentale (Yele – West New Britain in inglese), formata da sole tre lingue: il pele-ata e la lingua anem della Nuova Britannia, e la lingua yele parlata sull'isola Rossel nell'Arcipelago delle Luisiadi. Questa proposta ha ricevuto un'approvazione solo parziale da parte della comunità scientifica; tra coloro che l'hanno accettata c'è anche Ethnologue, che infatti, nella 16ª edizione del 2009, ha abbandonato l'ipotesi di classificazione di Wurm, che aveva utilizzato fino all'edizione precedente, ed ha adottato quella di Ross.